# Cena (Star Trek: Nová generace)
Cena (v anglickém originále The Price) je v pořadí osmá epizoda třetí sezóny seriálu Star Trek: Nová generace.

## Příběh
USS Enterprise D hostí meziplanetární skupinu hodnostářů, kteří jednají o práva na využívání stabilní červí díry, kterou objevili Barzané a která by mohla výrazně urychlit cestování přes známý vesmír. Deanna Troi, která je znavena svými povinnostmi lodní poradkyně, se neochotně zúčastní recepce delegátů. Potká zde muže jménem Devinoni Ral, vyjednavače jedné ze skupin, který utajuje své částečné telepatické schopnosti. Propukne mezi nimi vášnivý vztah.
Mezitím se vyjednávání o práva na červí díru blíží k bodu varu. Ferengové, kteří jsou ochotni dosáhnout úspěchu za každou cenu, vyřadí ze hry vyjednavače Federace Mendozu. Kapitán Picard pověří Williama Rikera, aby jej zastoupil a obhajoval tak federační zájmy.
Riker doporučí, aby před přijetím jakékoliv závazné smlouvy byla nejprve do červí díry uspořádána expedice. Picard souhlasí a úkolem pověří Geordiho a Data, kteří si vezmou raketoplán a vletí s ním do červí díry. Ferengové z obavy, aby nebyli podvedeni, vyšlou vlastní průzkum. Brzy poté Geordi s Datem zjistí, že červí díra je nestabilní a bezcenná. Snaží se o této pravdě přesvědčit i ferengskou expedici, ale ti je ignorují. Důsledkem toho uvíznou kdesi v Delta kvadrantu, zatímco Dat a Geordi se na poslední chvíli stihnou vydat zpět.
Zpět na Enterprise zatím pokračují jednání, jako i jiskření mezi Deannou a Devionim. Ale přestože se do něj zamilovala, začne o něm pochybovat poté, co se jí v soukromé konverzaci přizná, že je částečně Betazoid a že využíval své empatické schopnosti, aby manipuloval s opozičními delegáty.
Devinoni v rámci obratného vyjednávání zredukuje potenciální vlastníky červí díry na pouhé dvě strany, mezi kterými je třeba rozhodnout – Federaci a „své“ Chrysaliany. Těsně předtím, než se Rikerovi podaří práva získat, začnou Ferengové vyhrožovat, že díru zničí, protože jim „informovaný zdroj“ oznámil, že Federace uzavřela skrytý pakt s barzanským premiérem.
Devinoni využije situace a touhy barzanského vůdce po míru, aby získal práva na využití červí díry pro svou skupinu. Když Troi zjistí, že zosnoval ostrou hádku, aby sabotoval úsilí Federace, její smysl pro povinnost ji donutí, aby zradila jeho důvěru a veřejně promluvila o jeho schopnostech a způsobu jejich využití. Avšak dříve, než Barzanský premiér stačí zrušit dohodu s Devinonim a Chrysaliany, vrátí se z díry raketoplán s Geordim a Datem a oznamují, že je bezcenná. Devinoni se rozloučí s Troi a odchází.

## Návaznost
- Epizoda seriálu Star Trek: Vesmírná loď Voyager s názvem „Nepoctivé zisky“ mapuje další osud obou Ferengů uvízlých v Delta kvadrantu.